# Habsburg, Brugg

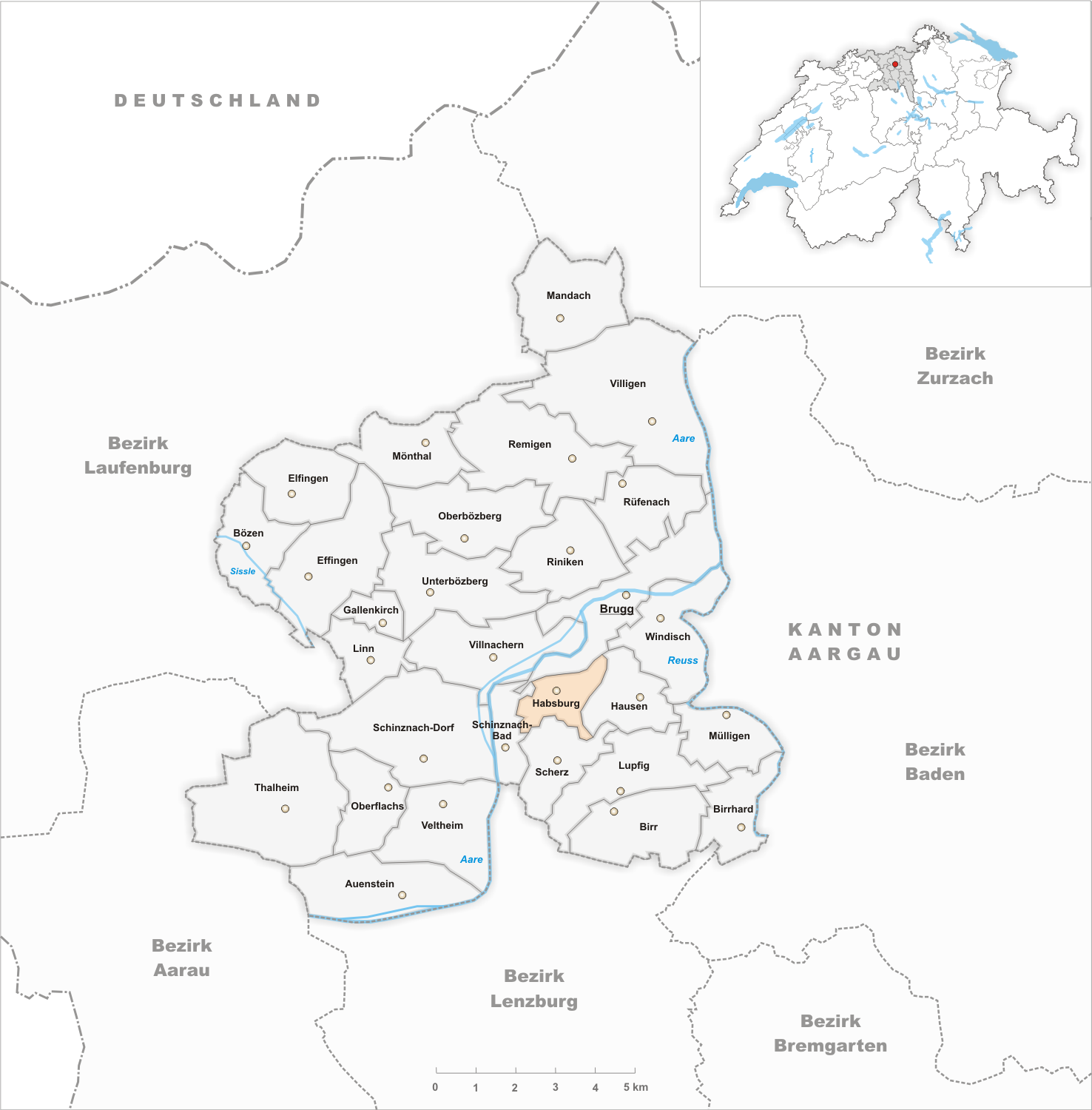
Habsburg

Habsburg là một đô thị ở huyện Brugg ở bang Aargau, Thụy Sĩ. Đô thị này có cự ly khoảng 3 km về phía tây nam thị xã Brugg, thủ phủ của huyện Brugg.
Habsburg có diện tích (thời điểm năm 2009) là trong 2,23 km² (0,9 dặm Anh vuông). Trong đó có 0,67 km² hoặc 30,0% được sử dụng cho mục đích nông nghiệp, 1,36 km² hay 61,0% diện tích là rừng. Phần còn lại diện tích đất có 0,2 km vuông hay 9,0% là đất xây dựng (nhà, đường sá).
Trong khu vực xây dựng, nhà ở và các tòa nhà chiếm 5,8% còn cơ sở hạ tầng giao thông vận tải chiếm 2,7%. 61,0% của tổng diện tích đất là rừng rậm. Trong số đất nông nghiệp, 25,6% được sử dụng cho cây trồng và 3,6% là đồng cỏ. 